# Circonscription d'Eubée
La circonscription de l'Eubée (en grec Εκλογική περιφέρεια Ευβοίας) est une circonscription législative de la Grèce. Elle correspond au territoire du nome d'Eubée. Elle compte 202 387 électeurs inscrits en janvier 2015.

Situation de la circonscription de l'Eubée

## Élections législatives de mai 2012

### Résultats
La circonscription de l'Eubée élit six députés en mai 2012. Les élections ont lieu au scrutin proportionnel plurinominal avec prime majoritaire et un seuil de représentation de 3 % des suffrages exprimés au niveau national.
139 986 électeurs se sont exprimés sur 205 561 inscrits, soit un taux de participation de 68,10 %. Parmi les vingt-cinq listes candidates, six listes obtiennent chacune un siège dans la circonscription.
| Rang | Liste                              | Nombre de voix | Pourcentage des voix | Nombre de sièges |
| ---- | ---------------------------------- | -------------- | -------------------- | ---------------- |
| 1    | SYRIZA                             | +25 366,       | 18,53 %              | 1                |
| 2    | Nouvelle Démocratie                | +19 873,       | 14,51 %              | 0                |
| 3    | Grecs indépendants                 | +18 890,       | 13,80 %              | 1                |
| 4    | Mouvement socialiste panhellénique | +17 526,       | 12,80 %              | 1                |
| 5    | Aube dorée                         | +11 746,       | 8,58 %               | 1                |
| 6    | Parti communiste de Grèce          | +11 357,       | 8,29 %               | 1                |
| 7    | Gauche démocrate                   | +08 420,       | 6,15 %               | 1                |

### Députés

#### SYRIZA
La liste de la SYRIZA est en tête et obtient un siège.
| Rang | Nom                 | Nombre de voix |
| ---- | ------------------- | -------------- |
| 1    | Evángelos Apostólou | +06 076,       |

#### Grecs indépendants
La liste des Grecs indépendants est troisième et obtient un siège.
| Rang | Nom                      | Nombre de voix |
| ---- | ------------------------ | -------------- |
| 1    | Konstantinos Markopoulos | +10 497,       |

#### Mouvement socialiste panhellénique
La liste du Mouvement socialiste panhellénique est quatrième et obtient un siège.
| Rang | Nom               | Nombre de voix |
| ---- | ----------------- | -------------- |
| 1    | Syméon Kédikoglou | +07 326,       |

#### Aube dorée
La liste d'Aube dorée est cinquième et obtient un siège.
| Rang | Nom             | Nombre de voix |
| ---- | --------------- | -------------- |
| 1    | Nikólaos Míchos | +05 502,       |

#### Parti communiste de Grèce
La liste du Parti communiste de Grèce est sixième et obtient un siège.
| Rang | Nom              | Nombre de voix |
| ---- | ---------------- | -------------- |
| 1    | Geórgios Marínos | +05 719,       |

#### DIMAR
La liste de la DIMAR est septième et obtient un siège.
| Rang | Nom                    | Nombre de voix |
| ---- | ---------------------- | -------------- |
| 1    | Dimitrios Anagnostakis | +02 381,       |

## Élections législatives de juin 2012

### Résultats
La circonscription de l'Eubée élit six députés en juin 2012. Les sièges sont répartis à l'issue d'un scrutin proportionnel plurinominal avec prime majoritaire entre les listes ayant obtenu au moins 3 % des suffrages exprimés au niveau national.
134 700 électeurs se sont exprimés sur 205 593 inscrits, soit un taux de participation de 65,52 %. Parmi les dix-huit listes candidates, six listes obtiennent chacune un siège dans la circonscription.
| Rang | Liste                              | Nombre de voix | Pourcentage des voix | Nombre de sièges |
| ---- | ---------------------------------- | -------------- | -------------------- | ---------------- |
| 1    | SYRIZA                             | +39 821,       | 29,82 %              | 1                |
| 2    | Nouvelle Démocratie                | +32 912,       | 24,64 %              | 1                |
| 3    | Mouvement socialiste panhellénique | +16 109,       | 12,06 %              | 1                |
| 4    | Grecs indépendants                 | +12 388,       | 9,28 %               | 1                |
| 5    | Aube dorée                         | +11 420,       | 8,55 %               | 1                |
| 6    | Gauche démocrate                   | +07 324,       | 5,48 %               | 1                |
| 7    | Parti communiste de Grèce          | +05 453,       | 4,08 %               | 0                |

### Députés

#### SYRIZA
La liste de la SYRIZA est en tête et obtient un siège.
| Rang | Nom                 |
| ---- | ------------------- |
| 1    | Evángelos Apostólou |

#### Nouvelle Démocratie
La liste de la Nouvelle Démocratie est deuxième et obtient un siège.
| Rang | Nom              |
| ---- | ---------------- |
| 1    | Simos Kédikoglou |

#### Mouvement socialiste panhellénique
La liste du Mouvement socialiste panhellénique est troisième et obtient un siège.
| Rang | Nom               |
| ---- | ----------------- |
| 1    | Syméon Kédikoglou |

#### Grecs indépendants
La liste des Grecs indépendants est quatrième et obtient un siège.
| Rang | Nom                      |
| ---- | ------------------------ |
| 1    | Konstantinos Markopoulos |

#### Aube dorée
La liste d'Aube dorée est cinquième et obtient un siège.
| Rang | Nom             |
| ---- | --------------- |
| 1    | Nikólaos Míchos |

#### DIMAR
La liste de la DIMAR est sixième et obtient un siège.
| Rang | Nom                    |
| ---- | ---------------------- |
| 1    | Dimitrios Anagnostakis |

## Élections législatives de janvier 2015

### Résultats
La circonscription de l'Eubée élit six députés en janvier 2015. Les sièges sont répartis à l'issue d'un scrutin proportionnel plurinominal avec prime majoritaire entre les listes ayant obtenu au moins 3 % des suffrages exprimés au niveau national.
135 810 électeurs se sont exprimés sur 202 387 inscrits, soit un taux de participation de 67,10 %. Parmi les vingt listes candidates, cinq listes obtiennent au moins un siège dans la circonscription.
| Rang | Liste                              | Nombre de voix | Pourcentage des voix | Nombre de sièges |
| ---- | ---------------------------------- | -------------- | -------------------- | ---------------- |
| 1    | SYRIZA                             | +53 716,       | 40,51 %              | 2                |
| 2    | Nouvelle Démocratie                | +31 423,       | 23,70 %              | 1                |
| 3    | Aube dorée                         | +09 223,       | 6,96 %               | 1                |
| 4    | Mouvement socialiste panhellénique | +07 042,       | 5,31 %               | 0                |
| 5    | La Rivière                         | +06 983,       | 5,27 %               | 0                |
| 6    | Grecs indépendants                 | +06 804,       | 5,13 %               | 1                |
| 7    | Parti communiste de Grèce          | +06 609,       | 4,98 %               | 1                |

### Députés
La répartition des sièges au sein de chaque liste élue dépend du nombre de voix obtenues individuellement par chaque candidat, suivant le système du vote préférentiel. Dans la circonscription de l'Eubée, les listes peuvent comporter jusqu'à huit candidats. Les électeurs peuvent exprimer un vote préférentiel pour un maximum de deux candidats sur la liste pour laquelle ils votent.

#### SYRIZA
La liste de la SYRIZA est en tête et obtient deux sièges.
| Rang | Nom                 | Nombre de voix |
| ---- | ------------------- | -------------- |
| 1    | Evángelos Apostólou | +18 998,       |
| 2    | Georgios Akriotis   | +10 634,       |

#### Nouvelle Démocratie
La liste de la Nouvelle Démocratie est deuxième et obtient un siège.
| Rang | Nom               | Nombre de voix |
| ---- | ----------------- | -------------- |
| 1    | Symeon Kedikoglou | +16 623,       |

#### Aube dorée
La liste d'Aube dorée est troisième et obtient un siège.
| Rang | Nom             | Nombre de voix |
| ---- | --------------- | -------------- |
| 1    | Nikólaos Míchos | +05 674,       |

#### Grecs indépendants
La liste des Grecs indépendants est sixième et obtient un siège.
| Rang | Nom                 | Nombre de voix |
| ---- | ------------------- | -------------- |
| 1    | Nikolaos Mavraganis | +01 791,       |

#### Parti communiste de Grèce
La liste du Parti communiste de Grèce est septième et obtient un siège.
| Rang | Nom              | Nombre de voix |
| ---- | ---------------- | -------------- |
| 1    | Geórgios Marínos | +03 638,       |